# Championnats d'Europe de patinage artistique 2010
Navigation
Édition précédente Édition suivante
Les championnats d'Europe de patinage artistique 2010 ont lieu du 18 au 24 janvier 2010 au Saku Suurhall de Tallinn en Estonie.
Par souci d'économies, l'Union internationale de patinage décide pour cette année 2010, de ne qualifier pour les programmes libres que 20 patineurs pour les catégories Messieurs et Dames (au lieu de 24), 20 couples de danse sur glace (au lieu de 24) et 16 couples artistiques (au lieu de 20).
Lors de ces championnats d'Europe 2010, Evgeni Plushenko va remporter ses sixièmes championnats européens, ce qui constitue un record. Il égalise les six victoires de l'autrichien Willy Böckl et n'est devancé que par l'autrichien Karl Schäfer (8 victoires) et le suédois Ulrich Salchow (9 victoires).

## Qualifications
Les patineurs sont éligibles à l'épreuve s'ils représentent une nation européenne membre de l'Union internationale de patinage (International Skating Union en anglais) et s'ils ont atteint l'âge de 15 ans avant le 1er juillet 2009 dans leur pays de naissance. La compétition correspondante pour les patineurs non européens est le championnat des Quatre Continents 2010. Les fédérations nationales sélectionnent leurs patineurs en fonction de leurs propres critères, mais l'Union internationale de patinage exige un score minimum d'éléments techniques (Technical Elements Score en anglais) lors d'une compétition internationale avant les championnats d'Europe.
Sur la base des résultats des championnats d'Europe 2009, l'Union internationale de patinage autorise chaque pays à avoir de une à trois inscriptions par discipline.
| Entrées                                                           | Messieurs                      | Dames                                        | Couples                           | Danse sur glace                          |
| ----------------------------------------------------------------- | ------------------------------ | -------------------------------------------- | --------------------------------- | ---------------------------------------- |
| 3                                                                 | France Italie                  | Finlande Russie                              | Allemagne Russie                  | France Italie Russie                     |
| 2                                                                 | Belgique Tchéquie Russie Suède | Allemagne Royaume-Uni Hongrie Italie Turquie | France Royaume-Uni Italie Ukraine | Azerbaïdjan Royaume-Uni Lituanie Ukraine |
| Si non répertorié ci-dessus, une seule inscription est autorisée. |                                |                                              |                                   |                                          |

## Podiums
| Épreuves                            | Or                                | Argent                            | Bronze                            |
| ----------------------------------- | --------------------------------- | --------------------------------- | --------------------------------- |
| Messieurs résultats détaillés       | Evgeni Plushenko                  | Stéphane Lambiel                  | Brian Joubert                     |
| Dames résultats détaillés           | Carolina Kostner                  | Laura Lepistö                     | Elene Gedevanishvili              |
| Couples résultats détaillés         | Yuko Kavaguti / Alexandre Smirnov | Aljona Savchenko / Robin Szolkowy | Maria Mukhortova / Maksim Trankov |
| Danse sur glace résultats détaillés | Oksana Domnina / Maksim Chabaline | Federica Faiella / Massimo Scali  | Jana Khokhlova / Sergey Novitski  |

## Tableau des médailles
| Rang  | Nation    | Or | Argent | Bronze | Total |
| ----- | --------- | -- | ------ | ------ | ----- |
| 1     | Russie    | 3  | 0      | 2      | 5     |
| 2     | Italie    | 1  | 1      | 0      | 2     |
| 3     | Allemagne | 0  | 1      | 0      | 1     |
| 3     | Finlande  | 0  | 1      | 0      | 1     |
| 3     | Suisse    | 0  | 1      | 0      | 1     |
| 6     | France    | 0  | 0      | 1      | 1     |
| 6     | Géorgie   | 0  | 0      | 1      | 1     |
| Total | Total     | 4  | 4      | 4      | 12    |

## Détails des compétitions

### Messieurs

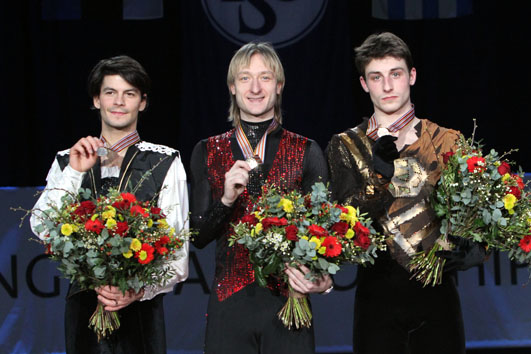
Podium des Messieurs

| Rang                                        | Nom                   | Pays               | Points | Programme court | Programme court | Programme libre | Programme libre |
| ------------------------------------------- | --------------------- | ------------------ | ------ | --------------- | --------------- | --------------- | --------------- |
| 1                                           | Evgeni Plushenko      | Russie             | 255.39 | 1               | 91.30           | 1               | 164.09          |
| 2                                           | Stéphane Lambiel      | Suisse             | 238.54 | 5               | 77.75           | 2               | 160.79          |
| 3                                           | Brian Joubert         | France             | 236.45 | 2               | 88.55           | 3               | 147.90          |
| 4                                           | Michal Březina        | Tchéquie           | 224.74 | 4               | 79.60           | 5               | 145.14          |
| 5                                           | Samuel Contesti       | Italie             | 221.33 | 7               | 75.90           | 4               | 145.43          |
| 6                                           | Yannick Ponsero       | France             | 219.52 | 3               | 82.40           | 7               | 137.12          |
| 7                                           | Alban Préaubert       | France             | 207.61 | 6               | 76.37           | 9               | 131.24          |
| 8                                           | Javier Fernández      | Espagne            | 204.83 | 13              | 66.50           | 6               | 138.33          |
| 9                                           | Stefan Lindemann      | Allemagne          | 203.95 | 9               | 70.19           | 8               | 133.76          |
| 10                                          | Tomáš Verner          | Tchéquie           | 203.18 | 8               | 72.75           | 10              | 130.43          |
| 11                                          | Kevin Van Der Perren  | Belgique           | 195.48 | 11              | 67.72           | 11              | 127.76          |
| 12                                          | Adrian Schultheiss    | Suède              | 188.79 | 12              | 66.55           | 13              | 122.24          |
| 13                                          | Anton Kovalevski      | Ukraine            | 186.84 | 14              | 65.20           | 14              | 121.64          |
| 14                                          | Sergey Voronov        | Russie             | 185.38 | 17              | 60.27           | 12              | 125.11          |
| 15                                          | Kristoffer Berntsson  | Suède              | 183.10 | 10              | 69.20           | 17              | 113.90          |
| 16                                          | Paolo Bacchini        | Italie             | 181.42 | 16              | 60.90           | 15              | 120.52          |
| 17                                          | Viktor Pfeifer        | Autriche           | 178.41 | 15              | 63.42           | 16              | 114.99          |
| 18                                          | Gregor Urbas          | Slovénie           | 163.84 | 20              | 56.90           | 18              | 106.94          |
| 19                                          | Zoltán Kelemen        | Roumanie           | 161.10 | 18              | 59.40           | 20              | 101.70          |
| 20                                          | Jorik Hendrickx       | Belgique           | 161.06 | 19              | 58.70           | 19              | 102.36          |
| Patineurs éliminés après le programme court |                       |                    |        |                 |                 |                 |                 |
| 21                                          | Maciej Cieplucha      | Pologne            |        | 21              | 56.45           | NC              | NC              |
| 22                                          | Ari-Pekka Nurmenkari  | Finlande           |        | 22              | 53.55           | NC              | NC              |
| 23                                          | Karel Zelenka         | Italie             |        | 23              | 53.09           | NC              | NC              |
| 24                                          | Peter Reitmayer       | Slovaquie          |        | 24              | 51.35           | NC              | NC              |
| 25                                          | Maxim Shipov          | Israël             |        | 25              | 51.21           | NC              | NC              |
| 26                                          | Boris Martinec        | Croatie            |        | 26              | 50.49           | NC              | NC              |
| 27                                          | Matthew Parr          | Royaume-Uni        |        | 27              | 49.02           | NC              | NC              |
| 28                                          | Damjan Ostojič        | Bosnie-Herzégovine |        | 28              | 47.96           | NC              | NC              |
| 29                                          | Viktor Romanenkov     | Estonie            |        | 29              | 47.60           | NC              | NC              |
| 30                                          | Alexandr Kazakov      | Biélorussie        |        | 30              | 45.97           | NC              | NC              |
| 31                                          | Kutay Eryoldaş        | Turquie            |        | 31              | 37.40           | NC              | NC              |
| 32                                          | Boyito Mulder         | Pays-Bas           |        | 32              | 36.38           | NC              | NC              |
| 33                                          | Marton Marko          | Hongrie            |        | 33              | 35.32           | NC              | NC              |
| 34                                          | Saulius Ambrulevičius | Lituanie           |        | 34              | 34.49           | NC              | NC              |
| 35                                          | Girts Jekabsons       | Lettonie           |        | 35              | 32.67           | NC              | NC              |
| 36                                          | Georgi Kenchadze      | Bulgarie           |        | 36              | 32.02           | NC              | NC              |
| 37                                          | Pierre Balian         | Arménie            |        | 37              | 31.82           | NC              | NC              |
| Forfait                                     | Joffrey Bourdon       | Monténégro         |        | NC              | NC              | NC              | NC              |

### Dames

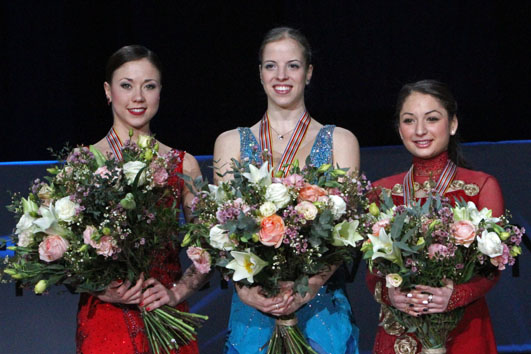
Podium des Dames

| Rang                                          | Nom                    | Pays        | Points | Programme court | Programme court | Programme libre | Programme libre |
| --------------------------------------------- | ---------------------- | ----------- | ------ | --------------- | --------------- | --------------- | --------------- |
| 1                                             | Carolina Kostner       | Italie      | 173.46 | 1               | 65.80           | 1               | 107.66          |
| 2                                             | Laura Lepistö          | Finlande    | 166.37 | 3               | 62.96           | 3               | 103.41          |
| 3                                             | Elene Gedevanishvili   | Géorgie     | 164.54 | 4               | 60.82           | 2               | 103.72          |
| 4                                             | Kiira Korpi            | Finlande    | 163.68 | 2               | 64.26           | 5               | 99.42           |
| 5                                             | Sarah Meier            | Suisse      | 157.44 | 8               | 54.86           | 4               | 102.58          |
| 6                                             | Júlia Sebestyén        | Hongrie     | 156.77 | 6               | 57.44           | 6               | 99.33           |
| 7                                             | Alena Leonova          | Russie      | 153.57 | 5               | 58.26           | 7               | 95.31           |
| 8                                             | Valentina Marchei      | Italie      | 149.46 | 7               | 55.34           | 8               | 94.12           |
| 9                                             | Ksenia Makarova        | Russie      | 146.85 | 9               | 54.06           | 9               | 92.79           |
| 10                                            | Jelena Glebova         | Estonie     | 138.93 | 13              | 50.10           | 10              | 88.83           |
| 11                                            | Viktoria Helgesson     | Suède       | 137.10 | 12              | 50.86           | 12              | 86.24           |
| 12                                            | Tuğba Karademir        | Turquie     | 136.42 | 10              | 53.88           | 13              | 82.54           |
| 13                                            | Oksana Gozeva          | Russie      | 135.39 | 14              | 47.26           | 11              | 88.13           |
| 14                                            | Jenna McCorkell        | Royaume-Uni | 128.06 | 11              | 53.80           | 17              | 74.26           |
| 15                                            | Ivana Reitmayerová     | Slovaquie   | 125.31 | 15              | 47.06           | 14              | 78.25           |
| 16                                            | Sarah Hecken           | Allemagne   | 121.79 | 16              | 46.34           | 16              | 75.45           |
| 17                                            | Sonia Lafuente         | Espagne     | 121.15 | 17              | 45.26           | 15              | 75.89           |
| 18                                            | Natalia Popova         | Ukraine     | 113.35 | 20              | 44.30           | 18              | 69.05           |
| 19                                            | Teodora Poštič         | Slovénie    | 113.35 | 19              | 44.46           | 19              | 68.89           |
| Abandon                                       | Susanna Pöykiö         | Finlande    |        | 18              | 44.68           |                 |                 |
| Patineuses éliminées après le programme court |                        |             |        |                 |                 |                 |                 |
| 21                                            | Tamar Katz             | Israël      |        | 21              | 43.70           | NC              | NC              |
| 22                                            | Katsiarina Pakhamovich | Biélorussie |        | 22              | 43.54           | NC              | NC              |
| 23                                            | Karly Robertson        | Royaume-Uni |        | 23              | 41.74           | NC              | NC              |
| 24                                            | Shira Willner          | Allemagne   |        | 24              | 38.10           | NC              | NC              |
| 25                                            | Miriam Ziegler         | Autriche    |        | 25              | 36.06           | NC              | NC              |
| 26                                            | Mirna Libric           | Croatie     |        | 26              | 35.74           | NC              | NC              |
| 27                                            | Martina Bocek          | Tchéquie    |        | 27              | 35.08           | NC              | NC              |
| 28                                            | Manouk Gijsman         | Pays-Bas    |        | 28              | 34.96           | NC              | NC              |
| 29                                            | Erle Harstad           | Norvège     |        | 29              | 34.82           | NC              | NC              |
| 30                                            | Birce Atabey           | Turquie     |        | 30              | 33.76           | NC              | NC              |
| 31                                            | Katherine Hadford      | Hongrie     |        | 31              | 32.66           | NC              | NC              |
| 32                                            | Karina Johnson         | Danemark    |        | 32              | 32.16           | NC              | NC              |
| 33                                            | Isabelle Pieman        | Belgique    |        | 33              | 30.32           | NC              | NC              |
| 34                                            | Fleur Maxwell          | Luxembourg  |        | 34              | 30.18           | NC              | NC              |
| 35                                            | Beatričė Rožinskaitė   | Lituanie    |        | 35              | 29.60           | NC              | NC              |
| 36                                            | Clara Peters           | Irlande     |        | 36              | 29.42           | NC              | NC              |
| 37                                            | Sabina Paquier         | Roumanie    |        | 37              | 29.38           | NC              | NC              |
| 38                                            | Marina Seeh            | Serbie      |        | 38              | 29.32           | NC              | NC              |
| 39                                            | Zanna Pugaca           | Lettonie    |        | 39              | 29.04           | NC              | NC              |
| 40                                            | Sonia Radeva           | Bulgarie    |        | 40              | 26.64           | NC              | NC              |
| 41                                            | Maria Papasotiriou     | Grèce       |        | 41              | 23.02           | NC              | NC              |
| Forfait                                       | Joelle Forte           | Azerbaïdjan |        | NC              | NC              | NC              | NC              |
| Forfait                                       | Sonja Mugoša           | Monténégro  |        | NC              | NC              | NC              | NC              |

### Couples

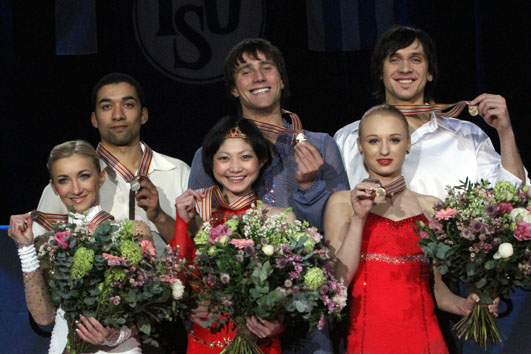
Podium des couples artistiques

| Rang                                      | Nom                                       | Pays        | Points | Programme court | Programme court | Programme libre | Programme libre |
| ----------------------------------------- | ----------------------------------------- | ----------- | ------ | --------------- | --------------- | --------------- | --------------- |
| 1                                         | Yuko Kavaguti / Alexandre Smirnov         | Russie      | 213.15 | 2               | 73.92           | 1               | 139.23          |
| 2                                         | Aljona Savchenko / Robin Szolkowy         | Allemagne   | 211.72 | 1               | 74.12           | 2               | 137.60          |
| 3                                         | Maria Mukhortova / Maksim Trankov         | Russie      | 202.03 | 3               | 73.54           | 3               | 128.49          |
| 4                                         | Tatiana Volosozhar / Stanislav Morozov    | Ukraine     | 187.83 | 4               | 67.60           | 4               | 120.23          |
| 5                                         | Vera Bazarova / Yuri Larionov             | Russie      | 159.84 | 5               | 55.84           | 6               | 104.00          |
| 6                                         | Nicole Della Monica / Yannick Kocon       | Italie      | 156.80 | 6               | 52.64           | 5               | 104.16          |
| 7                                         | Vanessa James / Yannick Bonheur           | France      | 151.28 | 7               | 52.04           | 7               | 99.24           |
| 8                                         | Anaïs Morand / Antoine Dorsaz             | Suisse      | 144.95 | 11              | 47.88           | 8               | 97.07           |
| 9                                         | Maylin Hausch / Daniel Wende              | Allemagne   | 142.76 | 9               | 50.66           | 9               | 92.10           |
| 10                                        | Adeline Canac / Maximin Coia              | France      | 139.73 | 8               | 51.24           | 11              | 88.49           |
| 11                                        | Stacey Kemp / David King                  | Royaume-Uni | 137.29 | 13              | 45.26           | 10              | 92.03           |
| 12                                        | Erica Risseeuw / Robert Paxton            | Royaume-Uni | 130.09 | 14              | 43.50           | 12              | 86.59           |
| 13                                        | Maria Sergejeva / Ilja Glebov             | Estonie     | 129.46 | 12              | 47.60           | 13              | 81.86           |
| 14                                        | Joanna Sulej / Mateusz Chruściński        | Pologne     | 124.79 | 10              | 48.38           | 15              | 76.41           |
| 15                                        | Jessica Crenshaw / Chad Tsagris           | Grèce       | 115.59 | 16              | 36.60           | 14              | 78.99           |
| 16                                        | Nina Ivanova / Filip Zalevski             | Bulgarie    | 106.31 | 15              | 38.56           | 16              | 67.75           |
| Couples éliminés après le programme court |                                           |             |        |                 |                 |                 |                 |
| 17                                        | Lubov Bakirova / Mikalai Kamianchuk       | Biélorussie |        | 17              | 36.18           | NC              | NC              |
| 18                                        | Danielle Montalbano / Evgeni Krasnopolski | Israël      |        | 18              | 30.90           | NC              | NC              |
| 19                                        | Gabriela Čermanová / Martin Hanulák       | Slovaquie   |        | 19              | 30.04           | NC              | NC              |
| 20                                        | Viktória Hacht / Kristóf Trefil           | Hongrie     |        | 20              | 29.34           | NC              | NC              |
| Forfait                                   | Marika Zanforlin / Federico Degli Esposti | Italie      |        | NC              | NC              | NC              | NC              |

### Danse sur glace

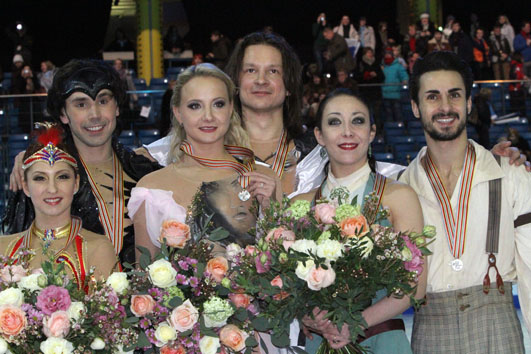
Podium de la danse sur glace

| Rang                                               | Nom                                  | Nation      | Points | Danse imposée | Danse imposée | Danse originale | Danse originale | Danse libre | Danse libre |
| -------------------------------------------------- | ------------------------------------ | ----------- | ------ | ------------- | ------------- | --------------- | --------------- | ----------- | ----------- |
| 1                                                  | Oksana Domnina / Maksim Chabaline    | Russie      | 199.25 | 1             | 42.78         | 2               | 61.49           | 2           | 94.98       |
| 2                                                  | Federica Faiella / Massimo Scali     | Italie      | 195.86 | 3             | 37.47         | 1               | 61.68           | 1           | 96.71       |
| 3                                                  | Jana Khokhlova / Sergey Novitski     | Russie      | 189.67 | 2             | 37.87         | 4               | 58.59           | 3           | 93.21       |
| 4                                                  | Nathalie Péchalat / Fabian Bourzat   | France      | 188.51 | 5             | 36.36         | 3               | 60.08           | 4           | 92.07       |
| 5                                                  | Sinead Kerr / John Kerr              | Royaume-Uni | 184.05 | 4             | 36.76         | 5               | 57.05           | 5           | 90.24       |
| 6                                                  | Anna Cappellini / Luca Lanotte       | Italie      | 176.10 | 6             | 35.93         | 9               | 52.83           | 6           | 87.34       |
| 7                                                  | Alexandra Zaretsky / Roman Zaretsky  | Israël      | 174.91 | 7             | 34.63         | 6               | 55.92           | 9           | 84.36       |
| 8                                                  | Anna Zadorozhniuk / Sergei Verbillo  | Ukraine     | 171.28 | 9             | 32.60         | 7               | 54.30           | 8           | 84.38       |
| 9                                                  | Ekaterina Bobrova / Dmitri Soloviev  | Russie      | 171.26 | 8             | 33.33         | 8               | 53.03           | 7           | 84.90       |
| 10                                                 | Nóra Hoffmann / Maxim Zavozin        | Hongrie     | 163.21 | 11            | 31.53         | 11              | 50.02           | 10          | 81.66       |
| 11                                                 | Alla Beknazarova / Vladimir Zuev     | Ukraine     | 162.82 | 10            | 32.15         | 10              | 51.22           | 12          | 79.45       |
| 12                                                 | Pernelle Carron / Lloyd Jones        | France      | 159.52 | 12            | 29.96         | 12              | 49.85           | 11          | 79.71       |
| 13                                                 | Caitlin Mallory / Kristjan Rand      | Estonie     | 155.93 | 15            | 29.16         | 15              | 47.33           | 13          | 79.44       |
| 14                                                 | Zoé Blanc / Pierre-Loup Bouquet      | France      | 147.56 | 17            | 27.82         | 13              | 48.80           | 14          | 70.94       |
| 15                                                 | Christina Beier / William Beier      | Allemagne   | 147.36 | 13            | 29.41         | 14              | 48.45           | 16          | 69.50       |
| 16                                                 | Penny Coomes / Nicholas Buckland     | Royaume-Uni | 145.91 | 16            | 28.63         | 16              | 46.98           | 15          | 70.30       |
| Couples de danse éliminés après la danse originale |                                      |             |        |               |               |                 |                 |             |             |
| 17                                                 | Kira Geil / Dmitri Matsjuk           | Autriche    | 71.73  | 14            | 29.16         | 19              | 42.57           | NC          | NC          |
| 18                                                 | Kamila Hájková / David Vincour       | Tchéquie    | 71.21  | 18            | 25.88         | 17              | 45.33           | NC          | NC          |
| 19                                                 | Allison Reed / Otar Japaridze        | Géorgie     | 66.28  | 22            | 22.59         | 18              | 43.69           | NC          | NC          |
| 20                                                 | Nikola Višňová / Lukáš Csolley       | Slovaquie   | 64.57  | 21            | 22.61         | 20              | 41.96           | NC          | NC          |
| 21                                                 | Katelyn Good / Nikolaj Sorensen      | Danemark    | 63.13  | 20            | 22.84         | 21              | 40.29           | NC          | NC          |
| 22                                                 | Federica Testa / Christopher Mior    | Italie      | 61.88  | 19            | 23.31         | 24              | 38.57           | NC          | NC          |
| 23                                                 | Nikki Georgiadis / Graham Hockley    | Grèce       | 59.98  | 24            | 21.18         | 23              | 38.80           | NC          | NC          |
| 24                                                 | Oksana Klimova / Sasha Palomäki      | Finlande    | 59.85  | 25            | 20.99         | 22              | 38.86           | NC          | NC          |
| 25                                                 | Ramona Elsener / Florian Roost       | Suisse      | 59.28  | 23            | 21.84         | 25              | 37.44           | NC          | NC          |
| 26                                                 | Lesia Valadzenkava / Vitali Vakunov  | Biélorussie | 50.11  | 26            | 17.08         | 26              | 33.03           | NC          | NC          |
| Forfait                                            | Virginiya Hoptman / Pavel Filchenkov | Azerbaïdjan |        | NC            | NC            | NC              | NC              | NC          | NC          |